# موگوتا
موگوتا (به لاتین: Moguta) یک منطقهٔ مسکونی در روسیه است که در جمهوری آلتای واقع شده‌است.